# Universität Modena und Reggio Emilia
Die Universität Modena und Reggio Emilia (italienisch: Università degli Studi di Modena e Reggio Emilia; lat.: Universitas Studiorum Mutinensis et Regiensis) – bis 1998 nur Universität Modena – ist eine der ältesten Universitäten in Italien. Sie ist eine bedeutende Forschungsuniversität mit Forschungsaufträgen von über 300 Unternehmen aus der Region Emilia-Romagna. Die Gründung erfolgte 1175. Ab 1998 wurde die ursprünglich nur in Modena beheimatete Universität um Einrichtungen in Reggio nell’Emilia ergänzt. Die Universität übernimmt in Zusammenarbeit mit der Accademia Militare di Modena auch Teile der Ausbildung von Offizieranwärtern.

## Fakultäten
Die Universität Modena und Reggio Emilia gliedert sich heute in zwölf Fakultäten: davon befinden sich acht in Modena:
- Fakultät für Biologie und Biotechnologie
- Fakultät für Ingenieurwissenschaften
- Fakultät für Literatur und Philosophie
- Fakultät für Mathematik, Physik und Naturwissenschaften
- Fakultät für Medizin und Chirurgie
- Fakultät für Pharmazie
- Fakultät für Rechtswissenschaften
- Fakultät für Volkswirtschaft

und vier der Fakultäten befinden sich in Reggio nell’Emilia:
- Fakultät für Agrarwissenschaften
- Fakultät für Erziehungswissenschaften
- Fakultät für Ingenieurwissenschaften
- Fakultät für Kommunikation und Volkswirtschaft

## Rektoren seit 1814
- Paolo Ruffini (1814–1822)
- Luigi Ponziani (1822–1845) – Ministerialbeauftragter
- Mario Valdrighi (1845–1850) – Ministerialbeauftragter
- Fortunato Cavazzoni Pederzini (1850–1859) – Ministerialbeauftragter
- Francesco Selmi (1859)
- Geminiano Grimelli (1859–1861)
- Luigi Vaccà (1861–1889)
- Giuseppe Triani (1889–1895)
- Pasquale Melucci (1895–1896)
- Giuseppe Albertotti (1896)
- Giuseppe Cesari (1896–1899)
- Giuseppe Triani (1900–1905)
- Giuseppe Cesari (1905–1911)
- Giuseppe Triani (1911–1914)
- Alessandro Coggi (1914–1915)
- Pio Sabbatini (1915–1916)
- Pio Colombini (1916–1932)
- Ruggero Balli (1932–1944)
- Carlo Guido Mor (1944–1947)
- Gaetano Boschi (1947–1950)
- Paolo Gallitelli (1950–1954)
- Callisto Ghigi (1954–1955)
- Fabio Lanfranchi (1955–1961)
- Giuseppe Galli (1961–1967)
- Lorenzo Spinelli (1967–1969)
- Gustavo Vignocchi (1969–1970)
- Giorgio Frache (1970–1973)
- Giuseppe Gemignani (1973–1978)
- Ferdinando Taddei (1978–1984)
- Mario Vellani (1984–1993)
- Carlo Cipolli (1993–1999)
- Gian Carlo Pellacani (1999–2008)
- Aldo Tomasi (2008–2013)
- Angelo Oreste Andrisano (2013–2019)
- Carlo Adolfo Porro (seit 2019)

## Persönlichkeiten

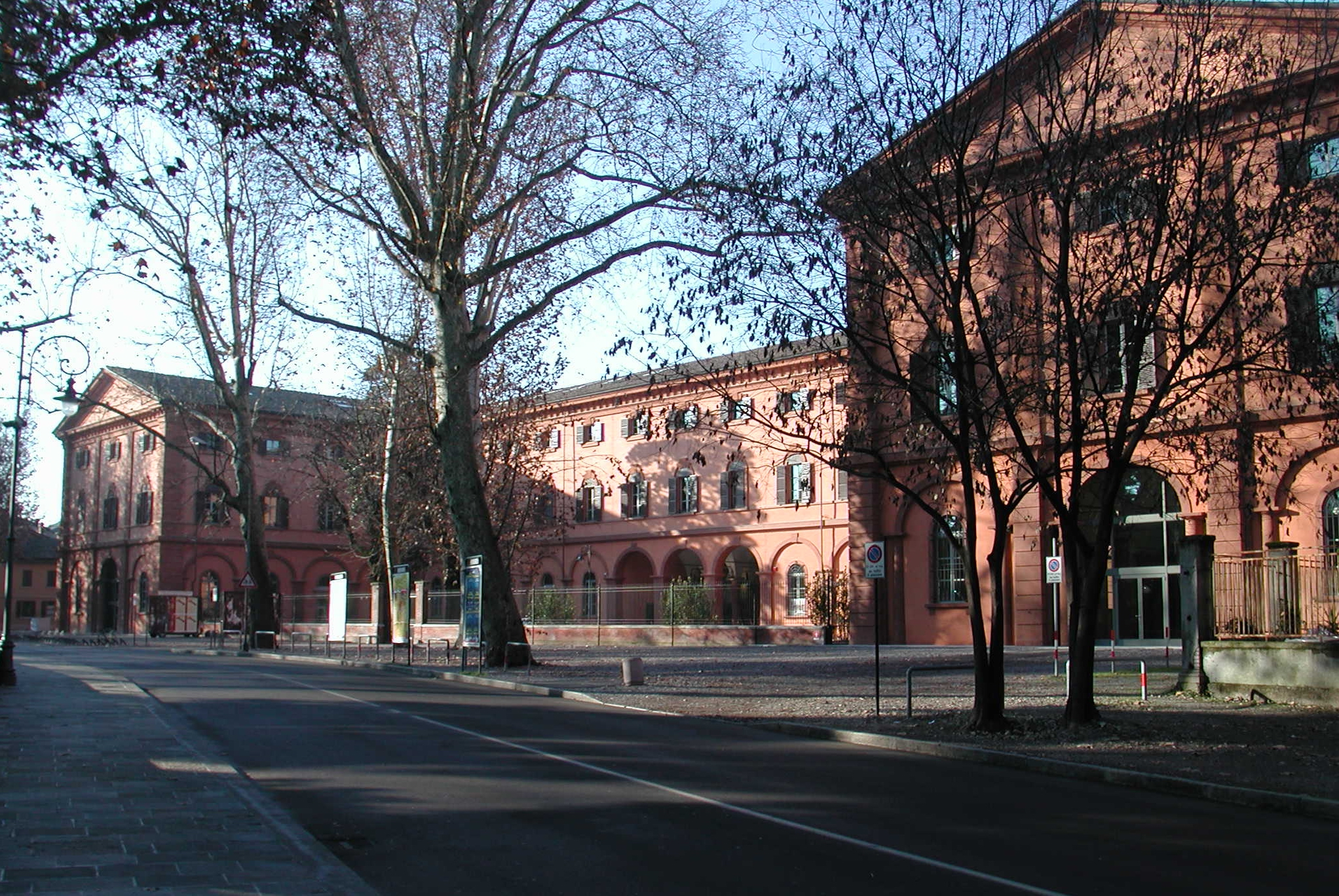
Universitätsgebäude in Reggio nell’Emilia

- Francesco Maria Molza (1489–1544), Dichter
- Bernardino Ramazzini (1633–1714), Arzt
- Francesco Torti (1658–1741), Arzt
- Bonaventura Corti (1729–1813), Botaniker
- Giovanni Battista Venturi (1746–1822), Physiker, Erfinder
- Antonio Scarpa (1752–1832), Anatom
- Paolo Ruffini (1765–1822), Mathematiker
- Giovanni Battista Amici (1786–1863), Professor für Mathematik (1815–1825)
- Celestino Cavedoni (1795–1865), Archäologe und Numismatiker
- Antonio Araldi (1819–1891), Politiker und General
- Michele Araldi (1740–1813), Arzt, Mathematiker